# روث باين فورنيس
روث باين فورنيس (بالإنجليزية: Ruth Pine Furniss)‏ (2 مارس 1893 - 1957)؛ شاعرة، كاتِبة وروائية أمريكية.